# Bikkia moluccana
Bikkia moluccana là một loài thực vật có hoa trong họ Thiến thảo. Loài này được Suess. ex Troll & Dragend. mô tả khoa học đầu tiên năm 1931.